# Adam Clayton
Adam Charles Clayton, född 13 mars 1960 i Chinnor, Oxfordshire, England, är basist i U2.

## Biografi
Adam Clayton är det förstfödda barnet till Jo och Brian Clayton. Hans syskon heter Sarah Jane (Sindy) respektive Sebastian. 1965 flyttade familjen till Dublin, eftersom fadern fått anställning hos det irländska flygbolaget Aer Lingus. Inom familjen kallades han för Sparky. Han vantrivdes i det strikta irländska skolsystemet och bytte till Mount Temple High School där han började intressera sig för musik. Där träffade han också Bono, The Edge och Larry Mullen Jr.
Till viss del var det Adam Clayton som i början höll U2 vid liv, på grund av att de övriga medlemmarna vid den tiden hade ett religiöst intresse. Clayton var den som ordnade spelningar till bandet och som trodde de kunde bli något stort. Hans ganska okomplicerade och enkla basspel beror till viss del på att han i början inte kunde spela överhuvudtaget. Men det som då lät illa har han med åren utvecklat till en egen stil. Vid ett par tillfällen har han också tagit lektioner för att lära sig spela på nya sätt. På två U2-låtar kan man höra honom sjunga; Endless Deep och Your Blue Room.Utöver U2 har han arbetat med artister som Little Steven, Robbie Robertson, Daniel Lanois, Maria McKee och Nanci Griffith. 1984 ingick han i Band Aid och 1996 gjorde han tillsammans med Larry Mullen Jr en ny version av ledmotivet till filmen Mission: Impossible.

## Privata problem
Adam Clayton är känd för sin tidigare vilda livsstil. 1984 åkte han fast för rattfylla och 1989 arresterades han i Dublin med cannabisinnehav. Han slapp fängelsestraff genom att donera en större summa till välgörenhet. Före en konsert i Sydney 1993 var han för bakfull för att kunna medverka på scenen. Istället spelade hans bastekniker Stuart Morgan och det är det enda tillfället som U2 har spelat en konsert utan att ha varit fulltaliga. Efter detta har Adam Clayton helt slutat med alkoholen.

## Privatliv
Clayton som genom åren haft ryktet om sig att vara den eviga ungkarlen har haft flera relationer genom åren, bland annat en kortare förlovning med supermodellen Naomi Campbell 1993. 2006 var Clayton förlovad med Suzanne Smith, en assistent till U2:s före detta manager Paul Mcguinness, men förlovningen bröts året efter. Han hade ett kortare förhållande efter uppbrottet med en icke namngiven fransyska som han enligt rykte skall ha fått en son tillsammans med 2010. Clayton träffade efter det den brasilianska supermodellen Mariana Teixeira De Carvalho som han under stort hemlighetsmakeri gifte sig med 4 september 2013.